# Радиометр «Припять» РКС-20.03

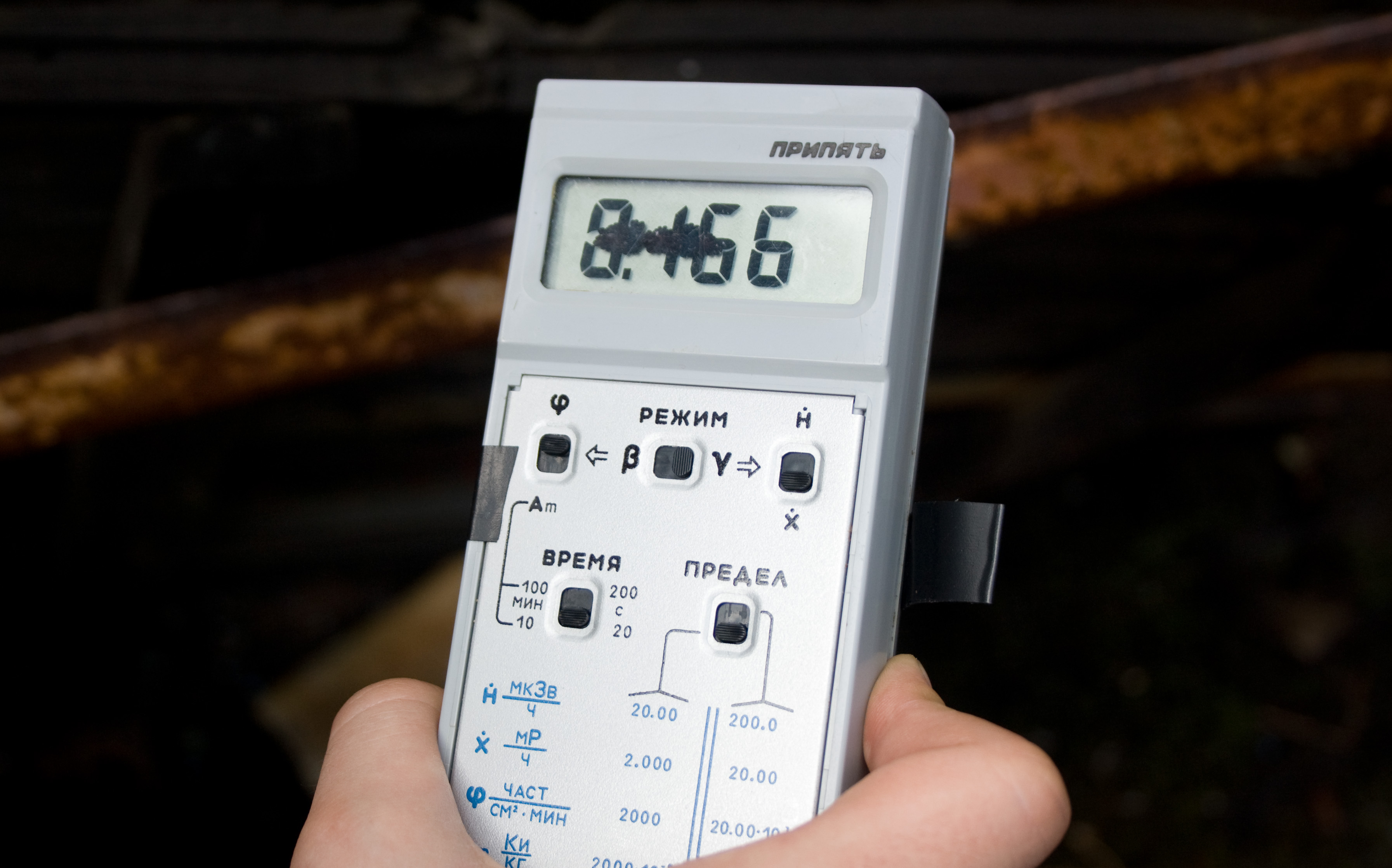
Радиометр «Припять» с дефектом на экране

Радиометр РКС-20.03 «Припять» (англ. RKS-20.03 "Prypyat", RKS-20.03 "Pripyat") — электронно-измерительный прибор, производившийся в УССР и производящийся в современной Украине. Известен также под различными экспортными названиями, например Hurpa HJ001. Предназначен для индивидуального и коллективного пользования при измерении мощности эквивалентной дозы фонового ионизирующего излучения, плотности потока бета-излучения, удельной активности в жидких и сыпучих веществах.
Источник питания: гальванический элемент типа «Корунд» или внешний источник питания постоянного напряжения от 4,7 до 12 В, например, блок питания «Электроника Д2-10 М» (в более поздних выпусках радиометра разъём для внешнего источника питания отсутствует).
Прибор разработан в конце 1980-х — начале 1990-х годах на киевском заводе им. Королёва (сейчас ОАО «Меридиан» им. С.П.Королёва). Один из самых популярных бытовых радиометров, начиная с 1990-х годов прошлого века и по сегодняшний день включительно. Его выпускали на заводах: ОАО «Меридиан» им С.П. Королёва (г. Киев), ПО «Полярон» (г. Львов), КПСП «Арсенал» (г. Киев), ООО НПП «Галич-М» (г. Львов). 
В настоящее время единственным производителем является ОАО «Меридиан» им. С.П. Королёва. Реализация радиометра производится через интернет-магазин завода, непосредственно магазин завода в г. Киеве по адресу б-р Вацлава Гавела, 8, и торговую сеть.

## Технические характеристики
| Диапазоны измерений                                                | Значение             |
| ------------------------------------------------------------------ | -------------------- |
| Мощность экспозиционной дозы гамма- и рентгеновского излучений     | 0,01…19,99 мР/ч      |
| Мощность эквивалентной дозы гамма и рентгеновского излучений       | 0,1…199,9 мкЗв/ч     |
| Плотность потока бета-излучения                                    | 10…19999 час/см²*мин |
| Предел допускаемой основной относительной погрешности (гамма/бета) | ±20 %/±25 %          |
| Рабочая температура окружающего воздуха                            | -20…+40 °С           |
| Питание                                                            | 9,0 В                |
| Масса                                                              | 0,25 кг              |
| Габаритные размеры                                                 | 145х73х37 мм         |

У прибора представлена опция измерения мощности потока бета-частиц, что было передовой технологией для бытовых дозиметров 1990-х годов. Для измерения указанного параметра необходимо было в режиме «бета» измерить МЭД (гамма), потом снять с задней панели металлическую крышку-фильтр, и измерить мощность потока гамма- и бета-частиц вместе, после чего произвести вычитание вручную.
Также у прибора имеется выключатель звукового сигнализатора и кнопка контроля заряда батареи, выводящая на экран значение напряжения батареи питания, что также являлось прогрессивной для своего времени опцией.